# Fudbalski savez Vojvodine
Der Fudbalski savez Vojvodine (FSV) (serbisch-kyrillisch Фудбалски савез Војводине – ФСВ; serbisch für „Fußballverband Vojvodinas“) ist der Dachverband aller Fußballvereine im Raum der nordserbischen Provinz Vojvodina. Der am 14. April 1919 gegründete Fußballverband ist einer der fünf Verbände, die direkt dem Fudbalski savez Srbije (FSS) untergeordnet sind, dem Serbischen Fußball-Bund. Der Sitz des Vojvodiner Fußballverbandes befindet sich in Novi Sad.
Während einer Generalversammlung am 22. März 1919 wurden die Regeln des Novosadsko-srpsko fudbalsko društvo Vojvodina, was in etwa mit „Serbische Fußballgesellschaft Vojvodina der Stadt Novi Sad“ zu übersetzen wäre, festgelegt und am 14. April 1919 vom Innenminister unter der Nr. 4423 in Belgrad genehmigt, das schließlich als Gründungsakt des heutigen Fußballverband Vojvodinas betrachtet wird.
Dem Verband sind 88 Ligen und 35.529 Mitglieder in 469 Vereinen mit 1190 Mannschaften, sowie 999 Schiedsrichtern und 1403 Trainern angeschlossen. Daneben befinden sich 802 Fußballeinrichtungen auf dem Verbandsgebiet (Stand: 4. April 2015).